# Municipio de Balderson
El municipio de Balderson (en inglés: Balderson Township) es un municipio ubicado en el condado de Marshall en el estado estadounidense de Kansas. En el año 2010 tenía una población de 82 habitantes y una densidad poblacional de 0,84 personas por km².

## Geografía
El municipio de Balderson se encuentra ubicado en las coordenadas 39°57′16″N 96°31′35″O / 39.95444, -96.52639. Según la Oficina del Censo de los Estados Unidos, el municipio tiene una superficie total de 97.6 km², de la cual 97,34 km² corresponden a tierra firme y (0,27 %) 0,26 km² es agua.

## Demografía
Según el censo de 2010, había 82 personas residiendo en el municipio de Balderson. La densidad de población era de 0,84 hab./km². De los 82 habitantes, el municipio de Balderson estaba compuesto por el 97,56 % blancos y el 2,44 % eran de una mezcla de razas. Del total de la población el 0 % eran hispanos o latinos de cualquier raza.